# Partito Progressista (Cile)

Logo dal 2010 al 2013

Il Partido Progresista (in spagnolo: Partido Progresista, PRO) è un partito politico cileno fondato  nel 2009 con la denominazione di Nuova Maggioranza per il Cile (Nueva Mayoría para Chile) e come coalizione elettorale in vista delle elezioni presidenziali, allo scopo di sostenere la candidato indipendente Marco Enríquez-Ominami, già esponente del Partito Socialista del Cile. La candidatura di Marco Enríquez-Ominami, soprannominato Me-O, era nata in polemica con la propria coalizione di centro-sinistra Concertación de Partidos por la Democracia sulla candidatura dell'ex presidente Partito Democratico Cristiano del Cile Eduardo Frei Ruiz-Tagle (1994-2000) vincitore delle elezioni primarie della coalizione.
A sostegno della coalizione vi figurano molti dissidenti socialisti e di altri partiti concertazionisti compresi alcuni democristiani, ma anche partiti di estrema sinistra Partito Umanista e Movimento Ampio Sociale assieme a gruppi socioliberali e attivisti omosessuali per l'appoggio di Ominami a politiche di sostegno per la comunità gay.
Ideologicamente è difficile collocare la coalizione prima e il partito poi nello spettro sinistra-destra: anche se formata prevalentemente da socialisti e da esponenti della sinistra radicale e caratterizzata dal sostegno ai diritti civili (tranne l'aborto).
I risultati nel 2009 sono stati molto positivi in quanto ha ottenuto il 20,14% al primo turno e il 4,55% alle parlamentari conseguendo nessun seggio al Congresso nazionale cileno ed erodendo la base elettorale del centrosinistra che ha ottenuto il 29,60% alle presidenziali e il 44,43% alle parlamentari contro il 44,03% del candidato presidenziale ed il 43,30% al Congresso. Molti esponenti della lista elettorale hanno dato appoggio a Frei mentre Enríquez-Ominami non ha dato l'appoggio fino al 14 gennaio 2010, a tre giorni dalle elezioni, a Frei. Nonostante l'appoggio ufficiale Frei non riesce a vincere le elezioni presidenziali e ha conseguito il 48,4% comportando la fine della lunga esperienza del centrosinistra al governo dopo 20 anni. La lista si pone all'opposizione del nuovo governo di centrodestra. Nel 2010 tutti i sostenitori del deputato ex socialista presero parte al nuovo partito di Me-O definito come Partito Progressista.
Alle elezioni generali del 2013 Enríquez-Ominami e il PRO ottennero un risultato meno positivo rispetto a quattro anni prima, il candidato appoggiato da una coalizione denominata Si tú quieres, Chile cambia formata dal Partito Liberale e da una lista di indipendenti si è fermato al 10.98%, mentre il partito ha ottenuto solo il 3.80%, non conquistando deputati.